# フレンキシェ・シュヴァイツ

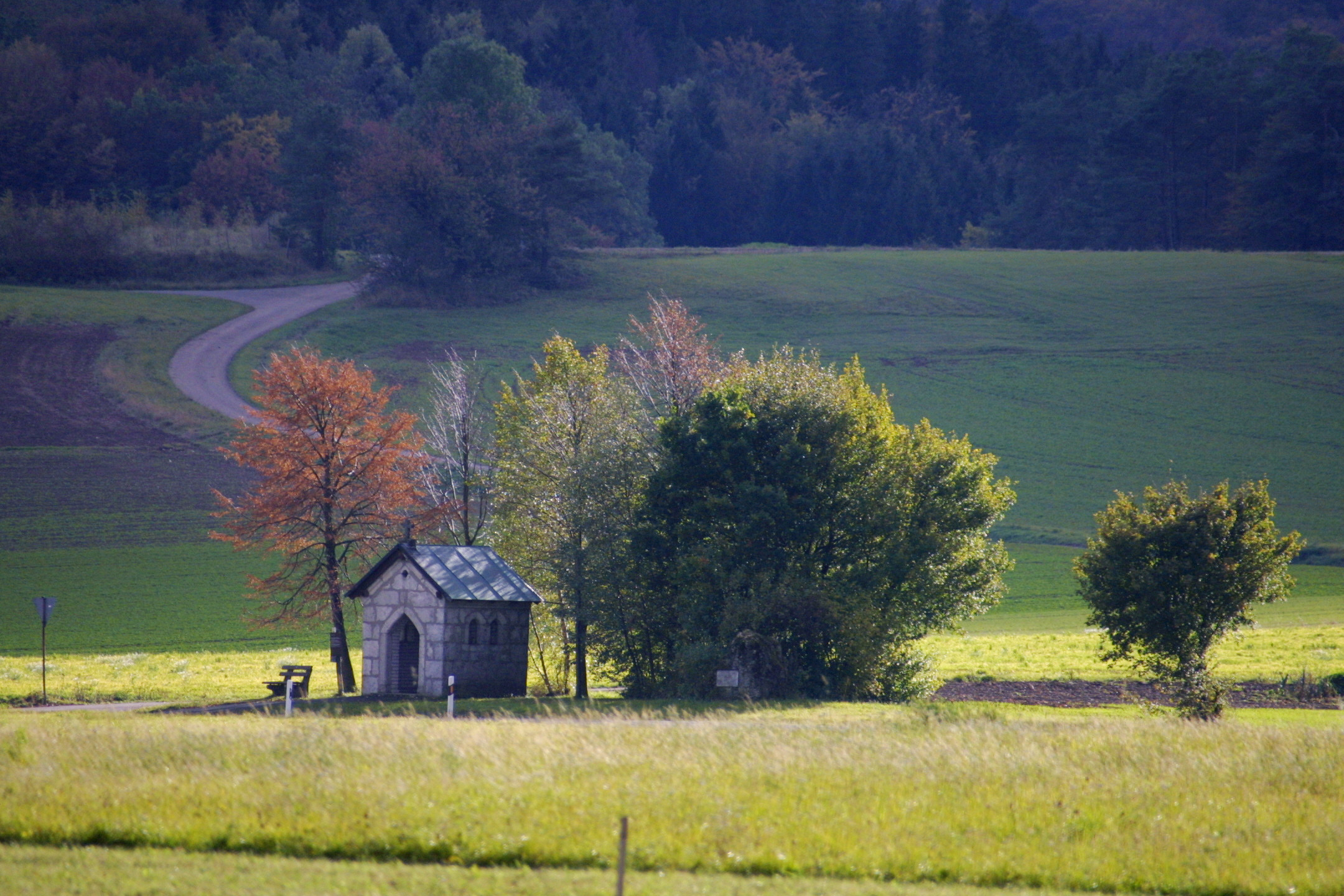
村の礼拝堂（ハイリゲンシュタット・イン・オーバーフランケン）

フレンキシェ・シュヴァイツ (Fränkische Schweiz)とは、ドイツ、フランケン地方の一領域であり、以下で規定される範囲を言う。
- 北：マイン川上流の渓谷
- 東：バイロイト
- 南：エアランゲン
- 西：フォルヒハイム
- 北西：バンベルク

逐語的に直訳すれば、「フランケン地方のスイス」という意味で、この地方の起伏に富んだ地形を山岳国家スイスに重ね合わせてこう呼ぶ。実際には標高300mから600mほどの山や丘陵が連なる地域であるが、切り立った断崖などもあり、クライマーやトレッキング愛好家に人気がある。また、麓はなだらかな丘陵地であり、変化に富んだ景観が楽しめるためサイクリング客も多い。またニュルンベルク、バンベルク、バイロイトと古都に囲まれ、歴史的価値のある古城を有した美しい町並みが点在していることから、代表的な観光街道の一つである古城街道の一部となっている。

## 地理
フレンキシェ・シュヴァイツはフレンキシェ・アルプの北部にあたる。北をマイン川、西をレグニッツ川、東をペグニッツ川に囲まれた領域、あるいは北をアウトバーンA70、東をA9、西をA73に囲まれた領域を言う。フレンキシェ・シュヴァイツは、バンベルク郡、バイロイト郡、フォルヒハイム郡、リヒテンフェルス郡にまたがる。これに属する主な町には、ポッテンシュタイン、ゲスヴァインシュタイン、エーバーマンシュタット、ヴァイシェンフェルト、ムゲンドルフ、シュトライトベルク（最後の2つは自治体ヴィーゼントタールに属す集落の名）がある。
トゥッヒェンフェルト（ポッテンシュタイン）のフレンキシェ・シュヴァイツ・博物館では数多くのコレクションを見学すると同時に、この領域に関する情報を入手することができる。この博物館は、フレンキシェ・シュヴァイツを象徴する景観の一つである、塔のようにそびえ立つ2本の岩の真下、ユーデンホーフと呼ばれる場所にある。

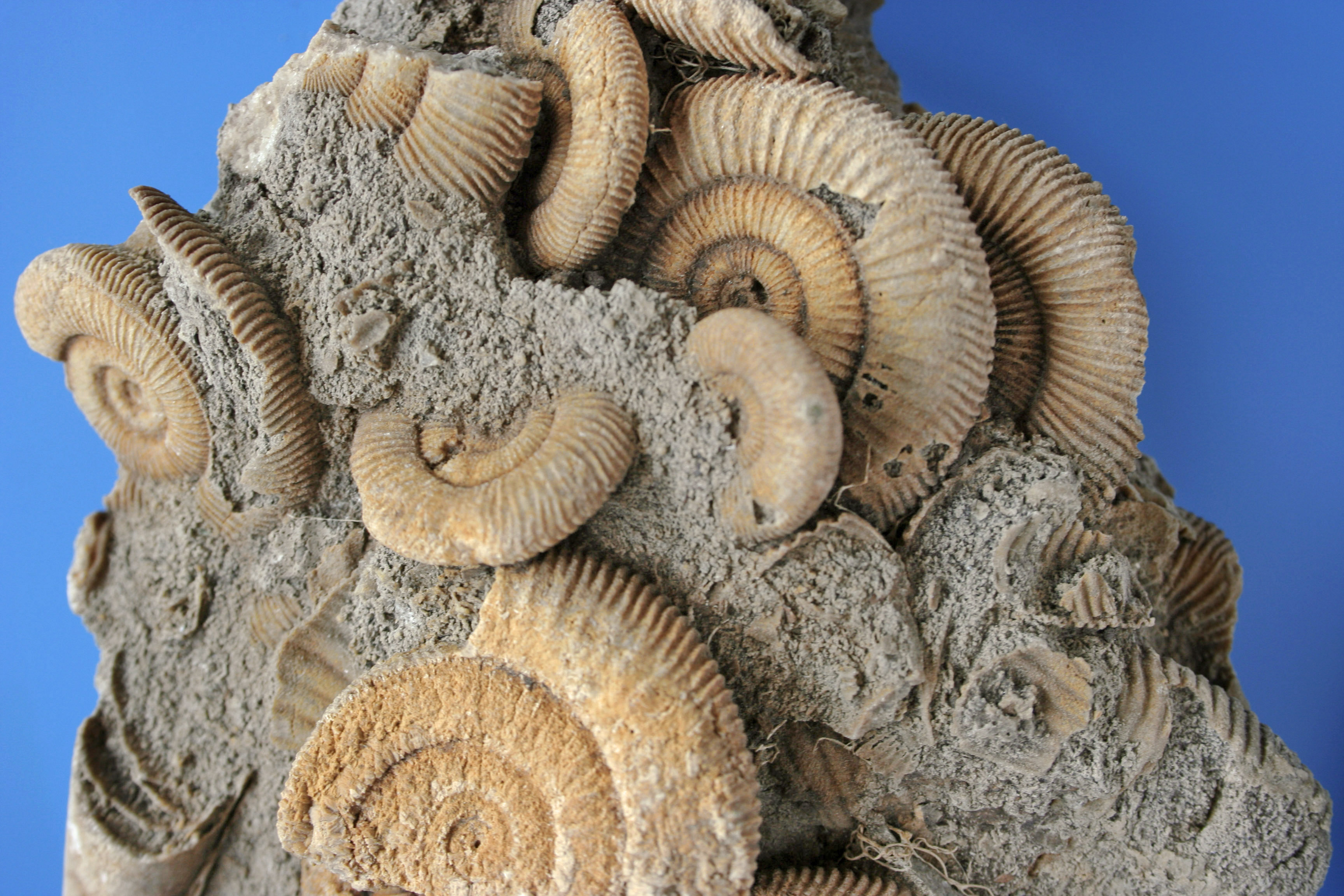
ヴィーゼンタウで発掘されたアンモナイトの化石

### 地質学
フレンキシェ・シュヴァイツは、ジュラ紀後期の石灰岩から成る。深く刻まれた川筋と乾燥した狭い台地という典型的なカルスト地形を呈している。古い石灰岩の地層からは多くの化石、特にアンモナイトが発掘される。トゥッヒェンフェルトのフレンキシェ・シュヴァイツ博物館には、地質学標本や郷土資料とともに、こうした化石も展示されている。

## 行楽の歴史
フレンキシェ・シュヴァイツでの行楽は19世紀初めにムゲンドルフで始まった。この地方への行楽の波は洞穴ツアーを出発点とする。隣接するシュトライトベルク（ヴィーゼントタール）では飲用の鉱泉が湧出する。フレンキシェ・シュヴァイツは、ドイツで最も古い保養地である。

### 命名

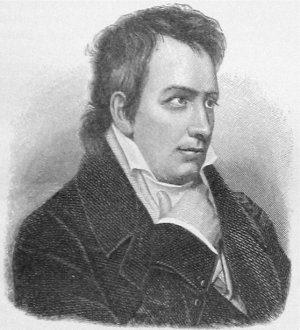
ルートヴィヒ・ティーク

この地域は、以前「ムゲンドルファー・ゲビュルク」（ムゲンドルフ山地）と称していた。最初の旅行者はロマン派の時代にやってきた。ベルリン出身のエアランゲン大学の法学の二人の学生、ルートヴィヒ・ティークとヴィルヘルム・ハインリヒ・ヴァッケンローダーが「発見者」とされている。1793年の彼らの紀行文は、同時代の人々を熱狂させた。
1820年にヴァイシェンフェルトのヤーコプ・ライゼルスベルクの著書『Die kleine Schweiz』（小スイス）が上梓された。「フレンキシェ・シュヴァイツ」の名称は、この著作に基づいている。
「Schweiz （スイス）」は19世紀の人々が、山、谷、岩に富んだ場所に対して好んで用いた言葉であった（たとえば、ザクジシェ・シュヴァイツ、メルキシェ・シュヴァイツ、メクレンブルギシェ・シュヴァイツ、ホルシュタイニシェ・シュヴァイツなど）。1829年、ヨーゼフ・ヘラーの著書『ムゲンドルフとその周辺地域、またはフレンキシェ・シュヴァイツ』が刊行された。
間もなく、身分の高い湯治客がムゲンドルフへ休養に来るようになった。数ある訪問者の中に、カール・インマーマンやリヒャルト・ワーグナーがいた。エルンスト・モリッツ・アルントやヴィクトール・フォン・シェッフェルらもこの地域に夢中になり、フレンキシェ・シュヴァイツを「ドイツ魂の隠れ家」と呼んだ。

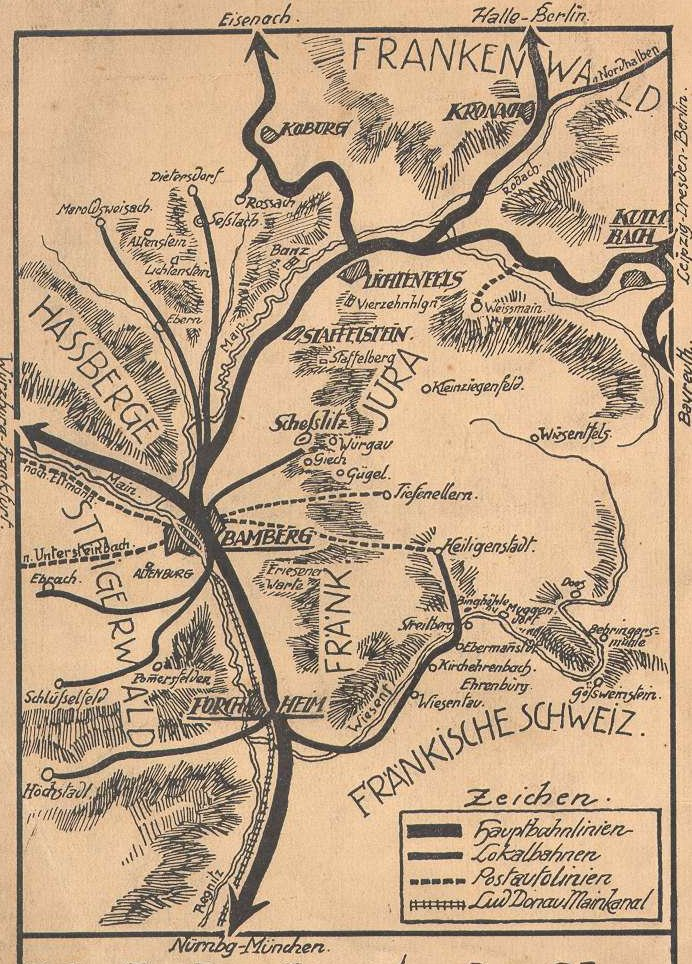
1912年のフレンキシェ・シュヴァイツ付近の地図。黒線は鉄道の幹線および支線、破線は郵便バスを示す

鉄道網の整備によりフレンキシェ・シュヴァイツへのアクセスは容易になっていた。バイロイトからホルフェルトまで、フォルヒハイムからエーバーマンシュタット経由でベーリンガースミューレ（ゲスヴァインシュタイン）まで、ガッセルドルフ（エーバーマンシュタット）からハイリゲンシュタットまでの鉄道網が敷設された。
20世紀の初めにフレンキシェ・シュヴァイツ協会が設立された。1901年に設立されたこの協会は、ワンダーフォーゲルを振興し、交通の便の改善を支援している。
フォルヒハイム郡、バイロイト郡、クルムバッハ郡、バンベルク郡が組織するフレンキシェ・シュヴァイツ地域委員会は、「城と洞窟と水車の国」として観光市場への売り込みに乗り出した。
現在、この地域には、毎年数千人の保養客、山歩き愛好家、自然愛好家が訪れる。オートバイ・ファンにはフレンキシェ・シュヴァイツの狭くて曲がりくねった道が人気である。晴れた週末には、自動車やオートバイの通行量は大きく増加する。バイエルン北部で、オートバイ・ファンに最もよく知られ、人気のあるスポットは、アウフゼス川近くヘッケンホーフの『カティ＝ブロイ (Kathi-Bräu)』である。

## フレンキシェ・シュヴァイツのランドマーク

### 山

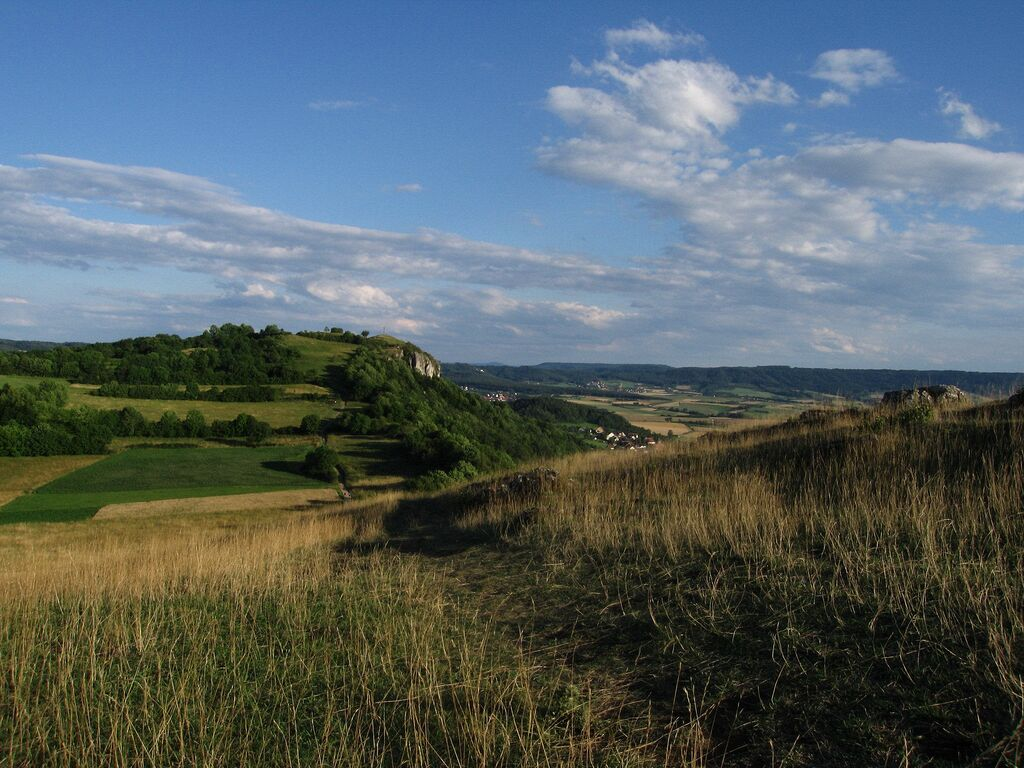
ヴァルベルラからローデンシュタインを望む

多くの山の中で最も特徴的なのは、土地の言葉で「ヴァルベルラ」と呼ばれる、フォルヒハイムの東にあるテーブル型の山塊である。この山塊の公式な名称をエーレンビュルクと言い、532mのローデンシュタインと512mのヴァルベルラからなる。1360年の文献に、この山の上にあるヴァルブルギス礼拝堂が初めて言及されている。エーレンビュルク全体をヴァルベルラと呼ぶのは、この礼拝堂によると思われる。この文献では、聖ヴァルブルガの日（4月30日）に開催される年の市についても触れている。この市場は現在でも千人以上の人を集める市である。
珍しい植物があることからヴァルベルラは、自然保護の対象となっている。考古学的な発見から、紀元前1000年頃にはすでにヴァルベルラ周辺に集落があったことがわかってきた。現在ではケルト時代（紀元前500年頃）の自衛施設も知られている。ここからは、レグニッツ川やヴィーゼント川の渓谷が一望できる。遠くには、バンベルクの大聖堂やエアランゲンの近代的なビルも望むことが出来る。ヴァルベルラ一帯は、ヨーロッパ最大のセイヨウミザクラ（サクランボを採る木。）の栽培地である。また、ヴァルベルラは、ハンググライダーでも人気の場所であるが、ハンググライダーを運び上げる際、乗用車での乗り入れは許可されていない。
ヴァルベルラの他にも、フレンキシェ・シュヴァイツには大変に眺めの良い場所がある。主な場所は以下の通り。
- ライエンフェルト城趾 （ポッテンシュタイン） 590m
- ヴィヒゼンシュタイン （ゲスヴァインシュタイン） 587m
- ジクナルシュタイン （オーバートルバッハ、ヴォルフスベルク） 582m
- クライネ・クルム （ペグニッツ、ケーベルドルフ） 623m
- ホーエンミルスベルガー・プラッテ（ポッテンシュタイン） 614m
- ノイビュルク （ミステルガウ、ヴォーンスゲハイク） 587m
- タンネンベルク （クロイセン、この麓から赤マイン川源流が湧出している） 599m
- グラウビュール（クロイセン）

### ロッククライミング

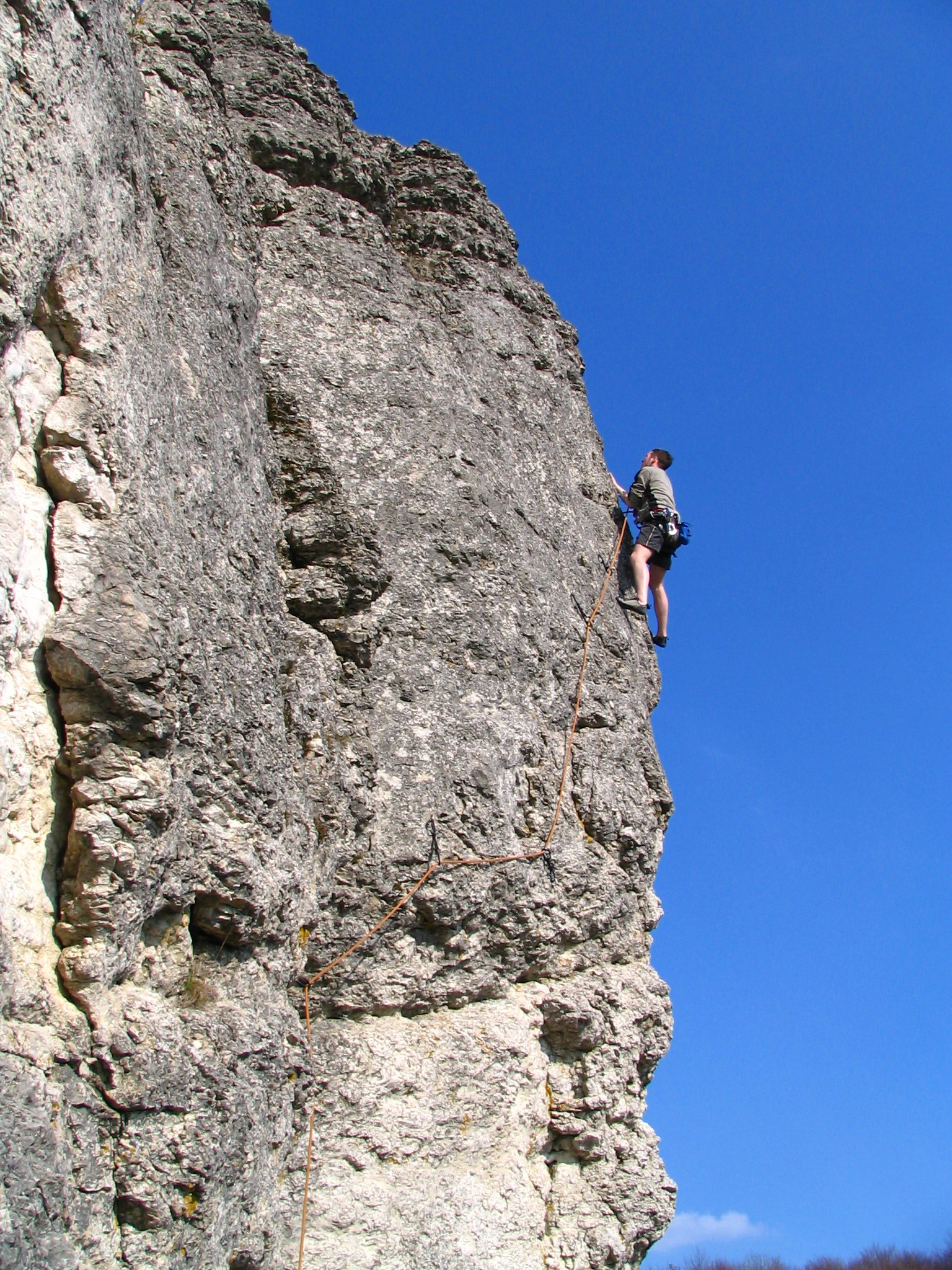
ティーフェネレルン（リッツェンドルフ）近郊オイレンヴァントのクライミング斜面

フレンキシェ・シュヴァイツは、岩の亀裂やオーバーハングなどのヴァリエーションに富んだ、6,500以上ものルートが設けられており、アルプスを除けば世界で最もよく整備された最も重要なクライミング・エリアの一つである。世界中から「フレンキシェ詣」に来たクライマー達は、斜面を、たとえばザウタンツ、マグネット、ストーンラヴ、ウォールストリート、アクシオン・ディレクトといったニックネームで呼んでいる。中でも、ヴォルフガング・ギュリヒが初めて登攀に成功した『アクシオン・ディレクト』は、長年、世界で最も難度の高いフリー・クライミング・ルートとして知られている。重要なクライミング・エリアとしては、トルバッハ渓谷、ヴァルベルラ、ヴィーゼント渓谷、ラインライター渓谷、ピュトラハ渓谷、アウフゼス渓谷、その他たくさんの渓谷が挙げられる。

### 鍾乳洞

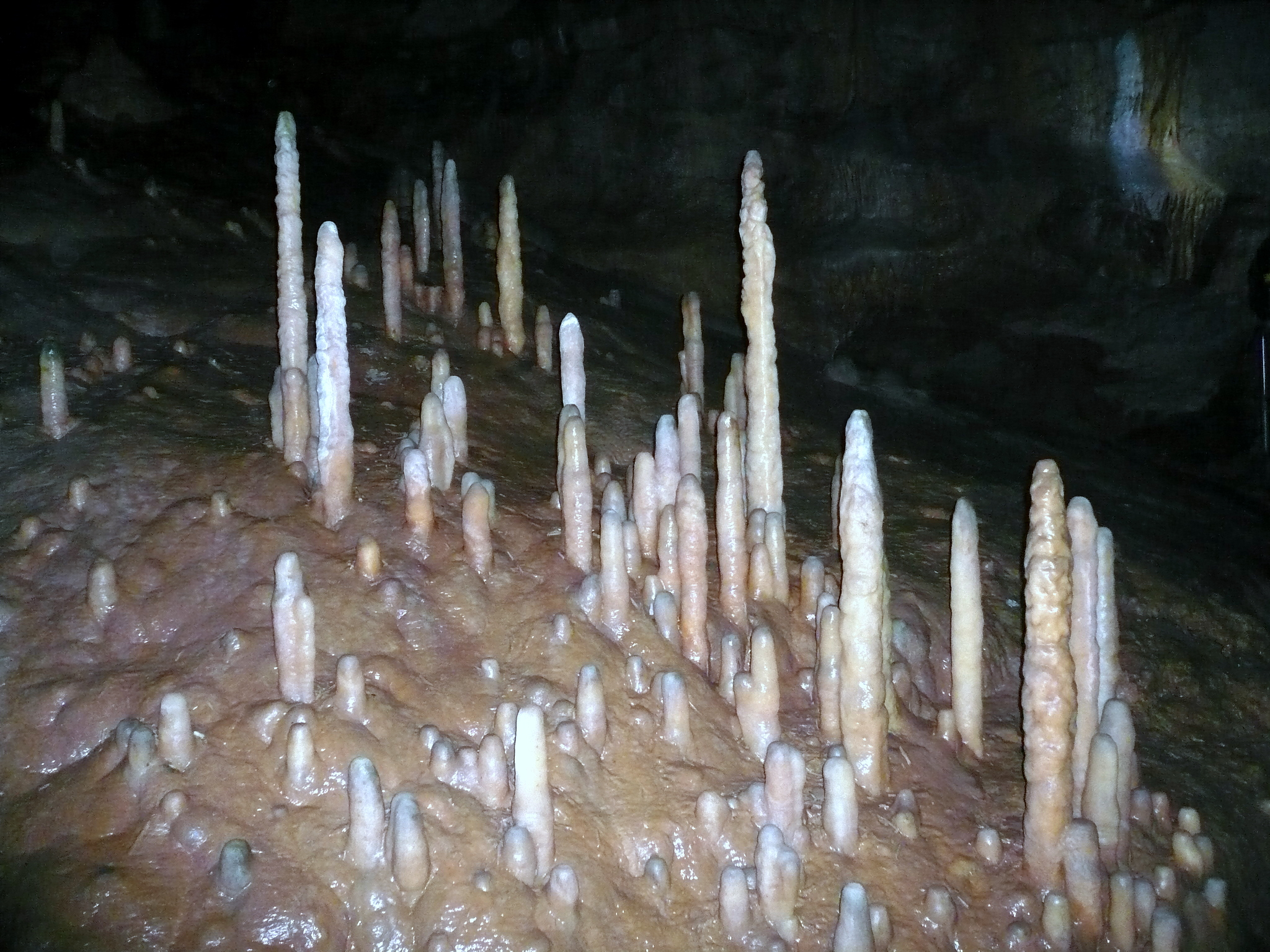
トイフェルスヘーレの鍾乳石

18世紀にはすでに神秘的な洞窟についての調査はなされていた。1774年に司祭のヨハン・フリードリヒ・エスパーが公開したムゲンドルフの地下迷宮に関する本は、観光の基本資料となっていた。
フレンキシェ・シュヴァイツには多くの洞窟があり、その中でも最も有名で最大のものは、ポッテンシュタイン近郊にあるトイフェルスヘーレ（悪魔の洞窟）である。この地域は、酸に溶けやすい岩石である石灰岩や苦灰岩でできた典型的なカルスト地形である。浸食した炭酸塩によって、鍾乳石に満ちた無数の鍾乳洞ができあがる。公開されているものは以下の通り。
- シュトライトベルクのビンク鍾乳洞（1905年にこの洞窟を発見したニュルンベルクの玩具製作者イグナツ・ビンクにちなんで命名された。）
- ポッテンシュタインのトイフェルス鍾乳洞
- アイルスバッハタールのゾフィーエン鍾乳洞（1833年に発見された。かつての所有者シェーンブルン＝ヴィーゼントハイト伯フランツ・エルヴィンの義娘にちなんで命名された。

この他の洞窟に、ムゲンドルフ近くヘーレンベルクのオスヴァルト鍾乳洞、ムゲンドルフのローゼンミュラース鍾乳洞、エンゲルハルツベルクのクバッケンシュロス、ブルクガイレンロイトのツォーリテン鍾乳洞、ゲスヴァインシュタインのエスパー鍾乳洞、ツォイバッハタールのフェルスタース鍾乳洞、ランゲン・タールのシェーンシュタイン鍾乳洞、ベッツェンシュタインのクラウスキルヒェ、ドース（陥没ドリーネ）のリーゼンブルク。ポッテンシュタインのハーゼンロッホ鍾乳洞は、石器時代の住居洞窟であったことで知られている。

### 小川

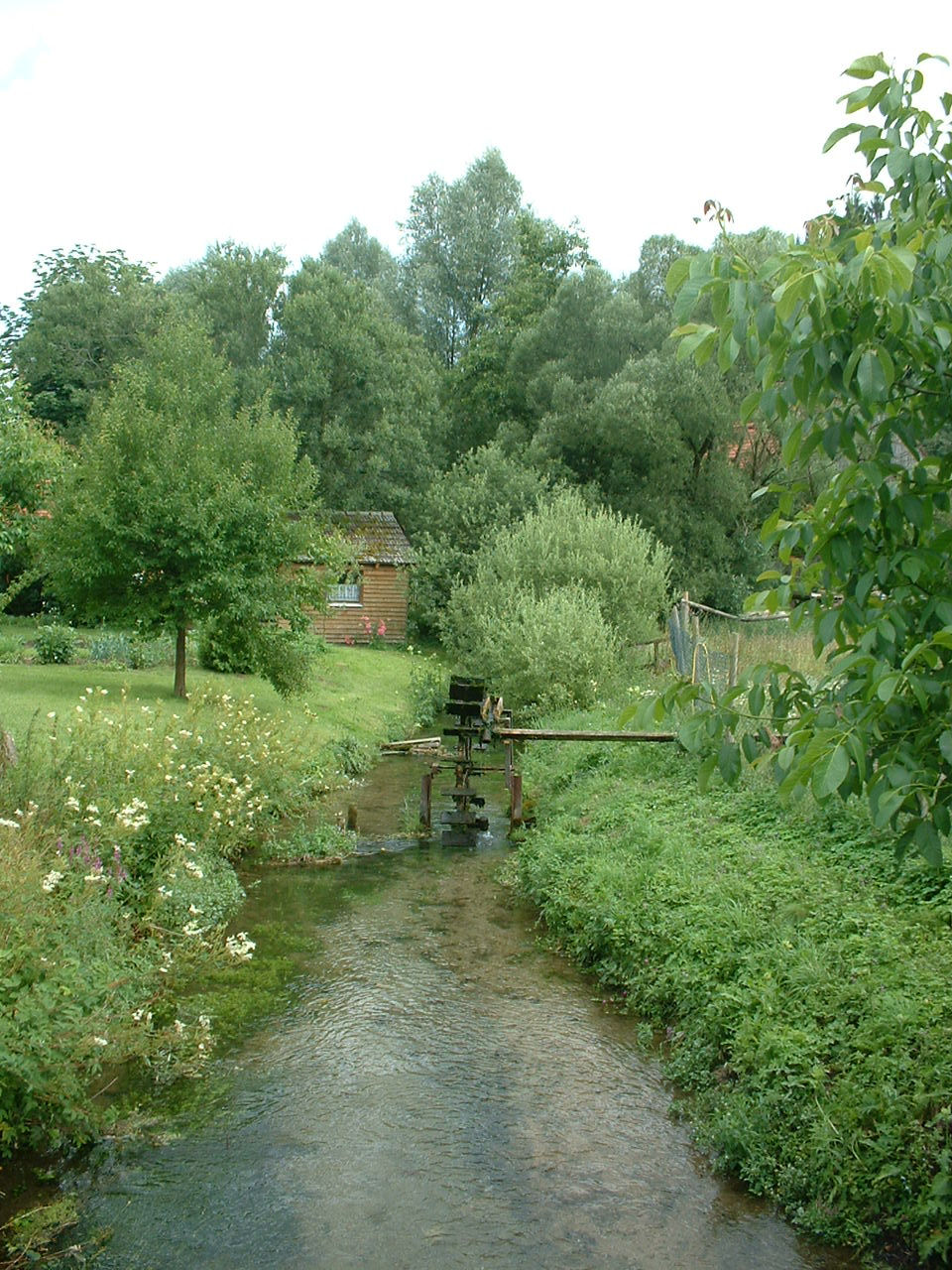
トロイニッツ付近のヴィーゼント川

フレンキシェ・シュヴァイツは、マイン川、レグニッツ川、およびペグニッツ川に取り囲まれた地域で、ヴィーゼント川とその支流（アウフゼス川、カイナハ川、ランライター川、ピュトラハ川、トルバッハ川）で構成される水系によって水が運ばれる。これらの川には、もっぱらブラウントラウト、ニジマス、カワヒメマス ( Grayling ) といった魚ばかりが棲息している。これは水の酸素含有量、水温、食物供給などにその理由がある。フレンキシェ・シュヴァイツの河川の生態系は、自然のままで、魚たちも自然繁殖しているものたちなのである。耕地整理の際に多くの川が直線化されてしまった。ヴィーゼント川は、カヌー愛好者達にそのルートを提供している。

### 城

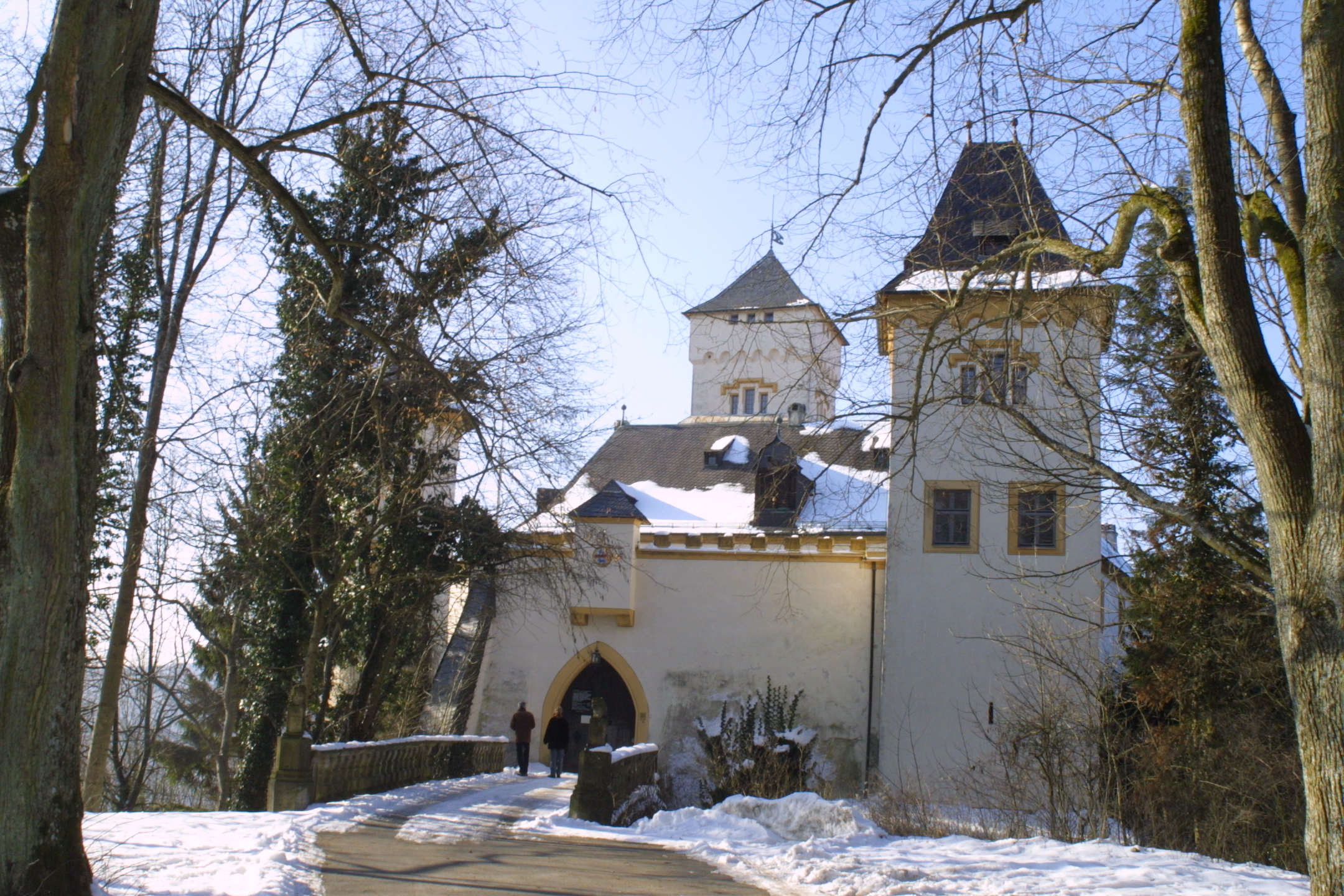
グライフェンシュタイン城

フレンキシェ・シュヴァイツは、マンハイムとプラハの間の70以上の城、城館、城塞を結ぶ観光街道である古城街道に位置している。この街道は、ネッカー渓谷、ホーエンローハー・ラント、フランケン高原、フレンキシェ・シュヴァイツ、フィヒテル山地、カイザーヴァルトと変化に富んだ風景を縫って進む。中世にはフレンキシェ・シュヴァイツには170もの城があったが、現在まで遺されているのは35ほどである。以下の城が見学可能である。
- ヴォルフベルク城趾
- ウンターアウフゼス城
- ナイデック城趾
- シュトライトブルク城趾
- ゲスヴァインシュタイン城（ワ−グナーが『パルジファル』の聖杯城のモデルとしたことで知られる）
- エグロフシュタイン城
- グライフェンシュタイン城（シュタウフェンベルク家の城）
- ラーベンシュタイン城
- ラーベネック城
- ポッテンシュタイン城
- ヴァイシェンフェルト城
- ベルンフェルス城趾
- ライエンフェルス城（英語版）趾
- シュティアーベルク城趾
- ヴィルデンフェルス城趾

### 教会

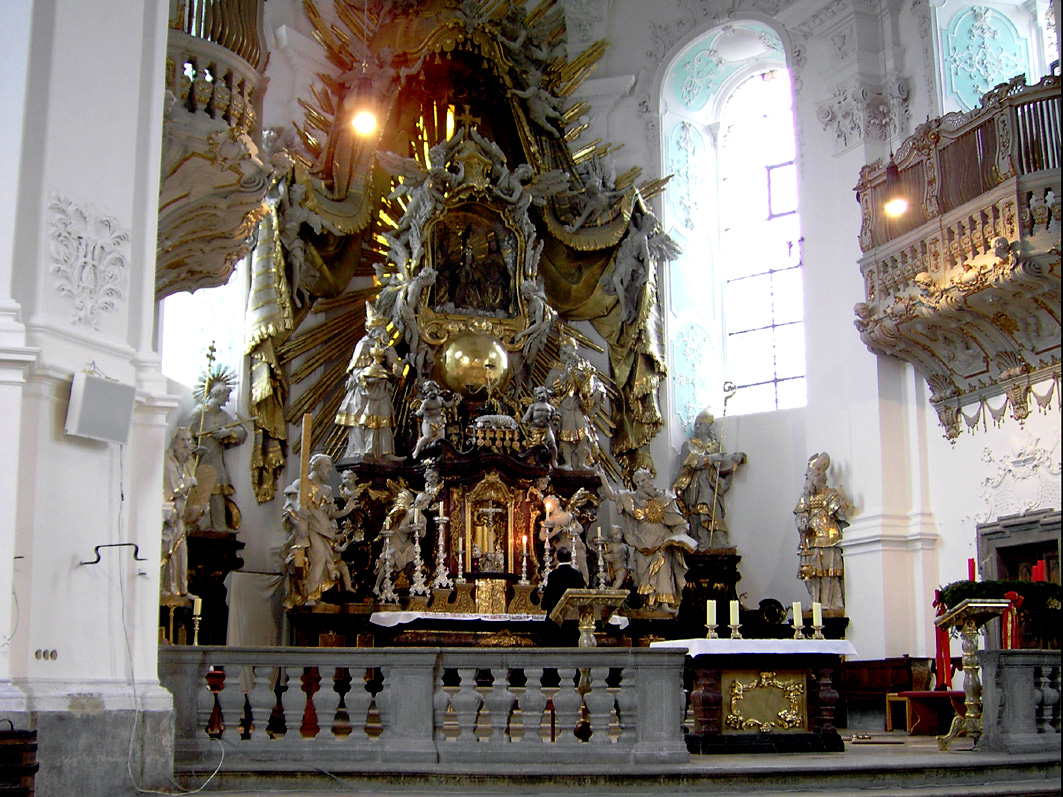
ゲスヴァインシュタインの聖三位一体教会祭壇

フレンキシェ・シュヴァイツには、カトリック、プロテスタントあわせて137の教会がある。おおむねそれぞれの村に一つずつ教会がある。フレンキシェ・シュヴァイツで最も重要な教会は、ゲスヴァインシュタインのバシリカ教会、聖三位一体教会である。この砂岩の建築物は、バルタザール・ノイマンが設計し、1739年に完成した。

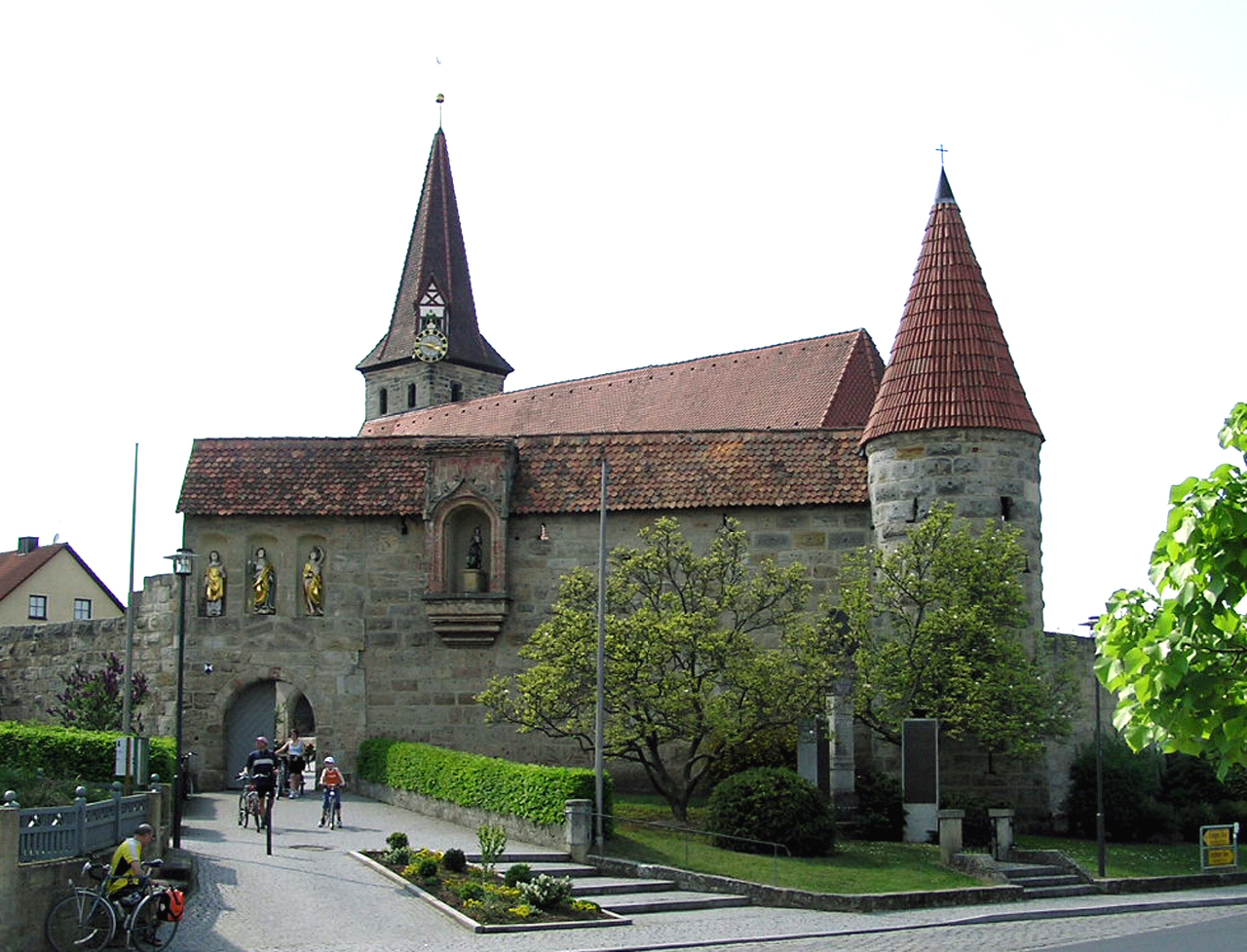
エッフェルトリヒの自衛教会

安全性が保証されない時代の遺物が、城塞や砦のような防備構造を持つ自衛教会（ヴェーアキルヒェ）である。その中でも有名なものが、エッフェルトリヒとホーエンペルツにある教会である。

### ビール
この地域の典型的なビールはドゥンケル・ビール（麦芽を煙で燻して作る）である。大手のビール醸造会社では、それ以外の普通のビール、ヘレス・ビール、白ビール、ピルスビールも作っている。醸造会社の多くは、小規模な家内醸造所で、中には週に1度か2度しか醸造を行わないところや、小さなレストランで飲ませる分だけを作っているという所もある。
フレンキシェ・シュヴァイツには約70のビール醸造所があり、世界で最も醸造所密度が高い地域である。世界で最も醸造所密度の高い市町村は、ギネス・ブックによれば、アウフゼスである。この村は、約1,500人の人口に対して、4つの醸造所がある。

## 風習

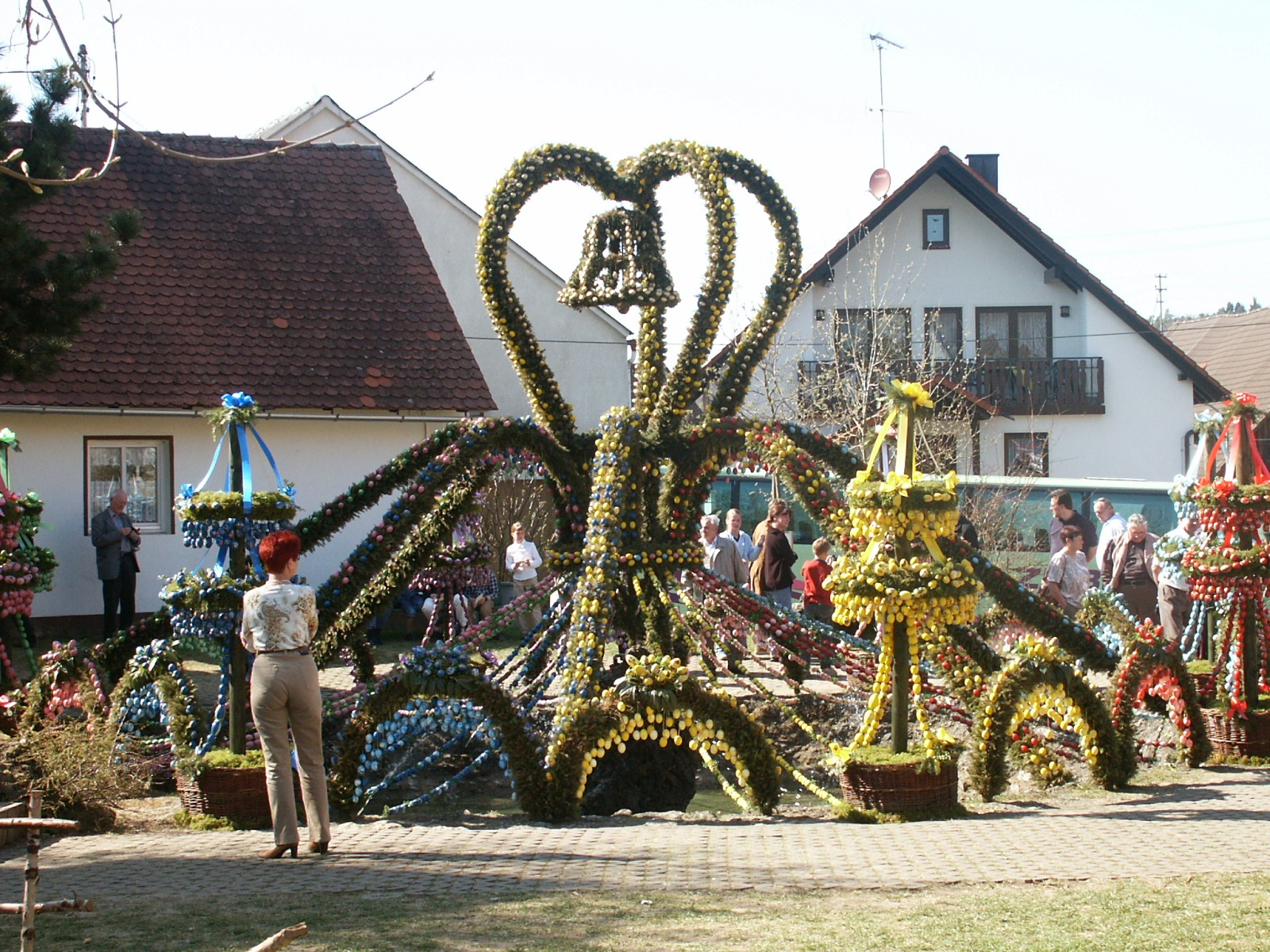
ビーバーバッハのイースターの泉

イースターに村の泉を飾るという風習は、本来大昔からあったものであるが、第二次世界大戦後には多くの村で行われなくなり、さらに水道設備の普及とともにその風習は一度衰退していった。しかし1980年代の初め頃に、この風習が復活した。1986年には169の集落でイースターの泉の飾り付けがなされた。現在では、聖金曜日になると200以上の集落で色鮮やかにペイントされたイースターエッグで村の泉が飾り付けられる。飾りに用いられるのは、中身を出して、色を塗ったり飾りを貼ったりした卵である。しかし、多くの村では、匂いが嫌われたり、悪戯で割られてしまったりするため、プラスチックで代用されるようになりつつある。こうした風習は、フレンキシェ・シュヴァイツには水の乏しい高地が多くあることから水を大事にしたことによる。
- ビーバーバッハ（エグロフシュタイン）のイースターの泉は、ギネスブックに「世界最大のイースターの泉」として記載された。（2005年に「世界最大のイースターの泉」の称号はズルツバッハ＝ローゼンベルクのものとなった）
- ハイリゲンシュタットのイースターの泉も有名である。この泉の傍らでは、農業市場が開催される。

## 市町村

### バイロイト郡

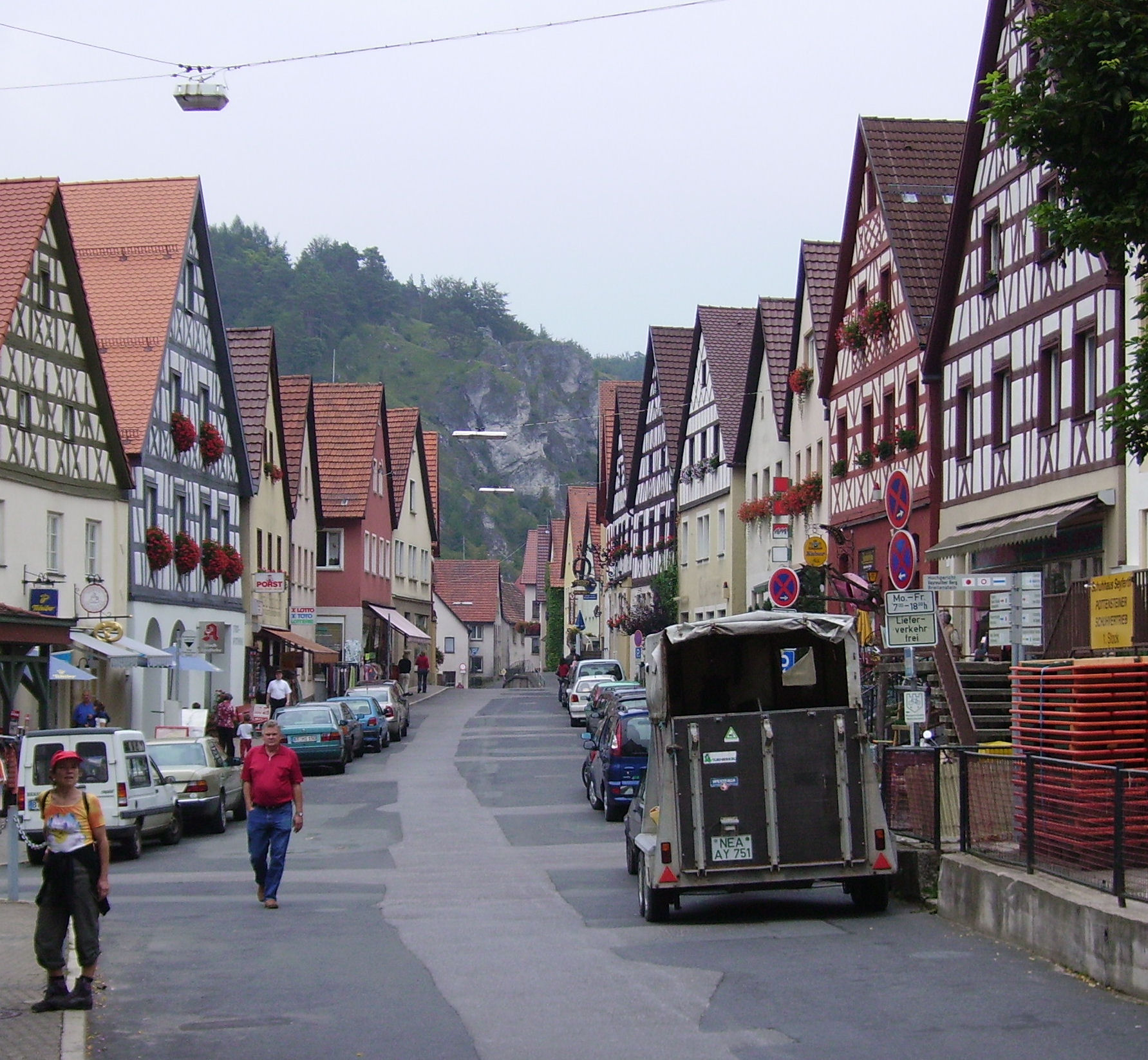
ポッテンシュタインの町並み

- アホルンタール: ゾフィー洞窟という鍾乳洞がある。
- アウフゼス: 同名の川沿いに位置する古い町。世界で最もビール醸造所密度の高い町。
- ベッツェンシュタイン
- ホルフェルト
- ミステルバッハ
- ミステルガウ
- ペグニッツ
- プランケンフェルス
- ポッテンシュタイン: ポッテンシュタイン城。ドイツ最大級の鍾乳洞「悪魔の洞窟」。フレンキシェ・シュヴァイツ博物館
- ヴァイシェンフェルト: "Steinerne Beutel"とよばれる貴重な円塔が遺る。

### リヒテンフェルス郡
- ヴァイスマイン

### バンベルク郡

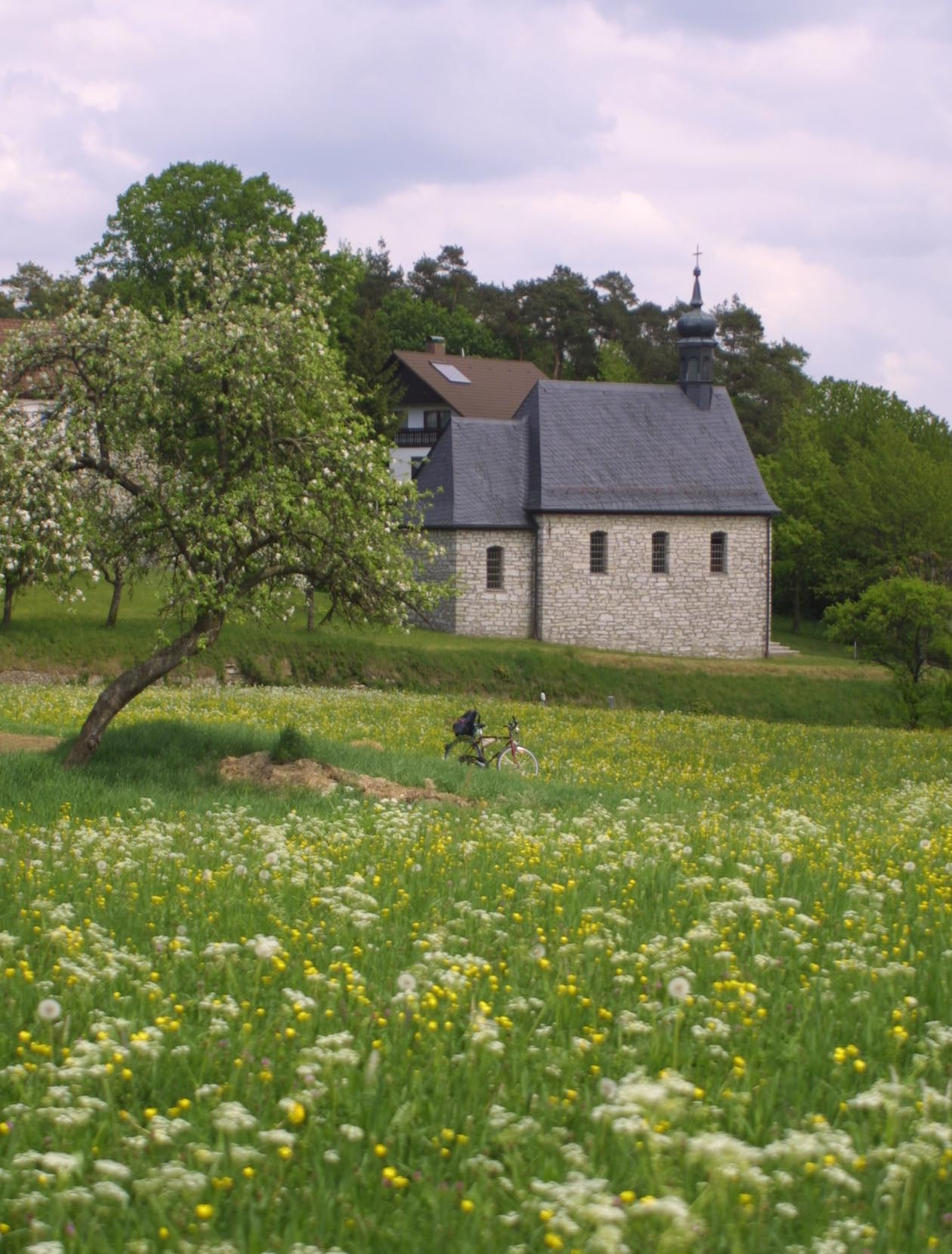
ケーニヒスフェルトの礼拝堂

- ブッテンハイム: ブルー・ジーンズの発明者、レーフィ・シュトラウスが生まれた町で、レーフィ・シュトラウス博物館がある。
- ハイリゲンシュタット・イン・オーバーフランケン: グライフェンシュタイン城の麓にあるラインライター川流域の中心地。自衛教会、イースターの泉。
- ケーニヒスフェルト: アウフゼス川の水源がある。
- シュターデルホーフェン: ヴィーゼント川の水源がある。
- ヴァッテンドルフ

### フォルヒハイム郡
- ドルミッツ

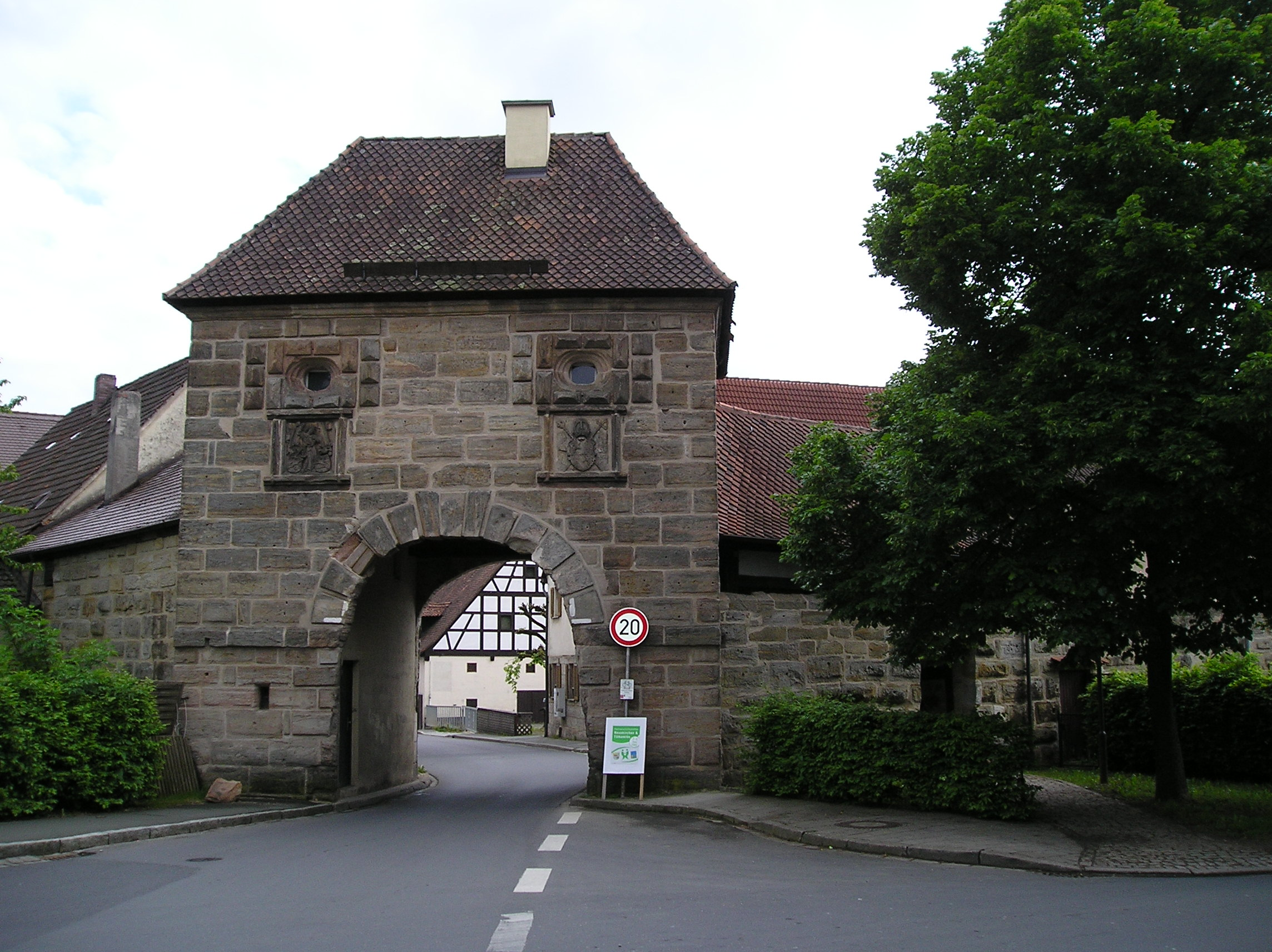
ノインキルヒェン・アム・ブラントの旧市門の一つフォルヒハイマー門

- エバーマンシュタット: 水車、マルクト広場に面した木組み建築。フォルヒハイムからの鉄道支線があり、観光の拠点となっている。
- エッフェルトリヒ: 自衛教会、千年菩提樹。
- エゴルスハイム
- エグロフシュタイン: フレンキシェ・シュヴァイツ最大のイースターの泉。
- フォルヒハイム: フレンキシェ・シュヴァイツ最大の都市。防壁、視聴者の『世界で最も美しいアドベントカレンダー』。
- ゲスヴァインシュタイン: バルタザール・ノイマン作のバシリカ教会。ワーグナーが『パルジファル』の聖杯城のインスピレーションを得たゲスヴァインシュタイン城。
- グレーフェンベルク: ニュルンベルクから鉄道が通っており、フレンキシェ・シュヴァイツの南門となっている。
- ヘッツレス
- ヒルトポルトシュタイン
- イゲンスドルフ
- キルヒエーレンバッハ: 地元では「ヴァルベルラ」と呼ばれる台形の岩山のエーレンビュルク
- クンロイト
- ロイテンバッハ
- ノインキルヒェン・アム・ブラント: 市門、旧ノインキルヒェン・アム・ブラント修道院、旧十分の一税倉庫。
- オーバートルバッハ
- ピンツベルク
- プレッツフェルト
- ウンターラインライター
- ヴァイラースバッハ
- ヴィーゼンタウ
- ヴィーゼントタール: 上述のエバーマンシュタットからさらにベーリンガースミューレへ向かう保存鉄道であるフランケン・スイス蒸気鉄道（DFS）、アンモナイト博物館、ビンクヘーレ（鍾乳洞）、ナイデック城址。